# Biggles a temně modré moře
Biggles a temně modré moře (v originále: Biggles and the Deep Blue Sea) je dobrodružná kniha o Bigglesovi od autora W. E. Johnse z roku 1967. V Česku byla vydána nakladatelstvím Toužimský & Moravec v Praze v roce 2004.

## Děj
Biggles dostal od komodora Raymonda rozkaz zkontrolovat britský ostrov v Bengálském zálivu jménem Jean Bonney. Ostrov za války sloužil jako zásobovací spojka a po jejím skončení byl zcela opuštěn. Avšak jistý námořník jménem Stonehouse při své plavbě zde zahlédl nízko letící letadlo směrem k ostrovu. Po přistání u ostrovní laguny Biggles společně se svým parťákem Algym zde překvapivě narazili na jednoho obyvatele ostrova jménem Collingwood. Ten jim od začátku dával najevo, že je zde vidí hodně nerad. Po první rušné noci, o kterou se postarala místní krakatice , Biggles zahájil na Collingwooda ostřejší přístup. Neuspěl a naopak se musel s Algym hodně činit, aby zachránili jejich letadlo, jemuž někdo přeřízl kotevní lano. Bylo jasné, že je na ostrově ještě někdo a Biggles se proto rozhodl ostrov prozkoumat, mezitím co Algy hlídal stroj. Biggles při svém pátrání zahlédl Collingwooda v rozhovoru s jedním Arabem jménem Ali. Biggles je sledoval a narazil na podivnou vykopanou jámu na konci ostrova a později dokonce nalezl pole plné konopí. Druhý den Biggles všechno konopí posekal mačetou, avšak musel se rychle vrátit, neboť nad ostrovem vypukla bouře a se zajištěním letadla jim pomohl dokonce sám Collingwood. Ten se jim ve svém Nissenově domečku svěřil, že kdysi na ostrově sloužil a nalezl zde vzácné opály, a proto se po válce rozhodl na ostrov vrátit, aby je mohl těžit. Při svém pobytu ho na ostrově navštívila arabská jachta Dhou a po uzavření společné dohody o nevšímavosti jeden druhého mu zde nechali Aliho, aby se staral o pole. Po skončení bouře museli zachránit zavaleného Aliho, který se schoval v oné jámě, a pustili se do opravy letadla, jež mělo protržené potahy od krup. Během oprav k ostrovu připlula Dhou a část její posádky se chtěla vylodit na člunu. Ten však napadla druhá krakatice (Biggles tu první zastřelil) a ze šesti členů přežil jen jeden Arab, který ihned utekl do ostrovní džungle. Když Biggles později nalezl probodnutého Collingwooda, jemuž byla ukradena sbírka jeho opálů, rozhodl se viníka Aliho okamžitě potrestat. Aliho ale našel také mrtvého a bylo jasné, že sbírku Alimu vzal onen Arab. Ten se dostal až k moři a s bedničkou opálů se snažil doplavat k Dhou. Araba však posléze napadl žralok, čemuž Biggles s Algym jen oněměle přihlíželi. Zbytku posádky Dhou už se vylodění podařilo a po krátkém rozhovoru s Bigglesem, který jim pověděl o bohatství v dřevěné krabici, se vrátili zpět na Dhou. Biggles s Algym pohřbili Collingwoodovo tělo a poté jen nečinně pozorovali, jak Arabové vytahují z moře onoho žraloka. Za velkého Bigglesova překvapení mu z břicha vytáhli krabici s opály a vypluli směrem pryč z laguny. Posádka Dhou se však nedokázala vypořádat s velkými vlnami, které jejich Dhou vrhly na skalní útesy. Biggles s Algym poklidně odlétli z ostrova a po přistání v Kalkatě se spojili s Raymondem a informovali o Collingwoodově smrti jistého letce jménem Mackay, který ho tam před lety vysadil. O dva měsíce později se v jednom leteckém klubu setkali s jedním pilotem indické společnosti, ve které pracoval i Mackay. Pilot jim však sdělil smutnou zprávu, že Mackay se před pár týdny ztratil se svým letadlem, když letěl na ostrov Bonney. Algy byl plně přesvědčen, že ony opály skutečně nosí smůlu, tomu však Biggles věřit odmítal.

## Hlavní postavy
- James „Biggles“ Bigglesworth
- Algernon „Algy“ Lacey
- Clarence Collingwood
- Ali
- Arab z Dhou
- Murdo Mackay
- komodor Raymond
- pilot indické společnosti

## Letadla
- hydroplán Gadfly